# یواس‌آرسی فوروارد (۱۸۸۲)
یواس‌آرسی فوروارد (۱۸۸۲) (به انگلیسی: USRC Forward (1882)) یک کشتی بود که طول آن 155' بود.